# Соболев, Владимир Васильевич
Со́болев Владимир Васильевич  (11 октября 1890 года, Молога, Ярославская губерния — 1914 год, Хенцины, Царство Польское) — поручик 46-й артиллерийской бригады. Участник Первой мировой войны, кавалер Ордена Св. Георгия 4-й степени.

## Биография
Родился в дворянской семье. Отец — помощник Мологского уездного исправника, надворный советник Василий Иванович Соболев (1834—1900). Мать — Александра Васильевна (урожд. Пономарёва). Приходился шурином (родным братом жены) Толоконникову Сергею Николаевичу из Мологи, также удостоенному ордена Св. Георгия 4-й степени (1916).
По окончании 1-го Московского кадетского корпуса особым распоряжением Главного управления военных заведений был направлен на учёбу в Константиновское артиллерийское училище (1909). Сразу был зачислен в младший класс прикомандированных воспитанников. 31 октября того же года приведён к присяге на верность службе и переименован в юнкера рядового звания. 1 сентября 1910 произведён в унтер-офицерское звание. Портупей-юнкер с 17 июля 1912. Затем — подпоручик 46-й артиллерийской бригады (входила в состав 46-й пехотной дивизии и дислоцировалась в Ярославле).
С началом Первой мировой войны принимал участие в ожесточённой обороне реки Сан и переправе с большими потерями у деревни Брандвицы (сентябрь—октябрь 1914). Был отмечен Почётным Георгиевским оружием «за то, что с утра 20-го по утро 21-го Октября 1914 года близ деревни Брандвице, находясь в положении исключительной опасности на наблюдательном пункте в передовых пехотных окопах, под действительным ружейным огнём давал столь точные указания по корректированию артиллерийской стрельбы, что содействовал общему и решительному поражению противника».
В декабре 1914 года 46-я пехотная дивизия продолжала теснить противника, продвигаясь с кровопролитными боями к старинному польскому городу Хенцины. Именно здесь поручик-артиллерист В. В. Соболев совершил свой второй подвиг, отмеченный впоследствии Орденом Св. Георгия 4-й степени (посмертно) «за то, что 8-го Декабря 1914 года выдвинул свой взвод на позицию близ железнодорожной станции Хенцины и по 24-е Декабря, когда был убит, метким и энергичным огнём отвлёк на себя огонь тяжёлой и лёгкой артиллерии и сбил пулемёты противника, чем дал возможность нашей пехоте устраиваться на позиции».
Тело В. В. Соболева было отправлено с почестями в Мологу и захоронено на городском кладбище. Спустя год (в 1916), Мологская городская дума, «имея в виду общественный характер чествования памяти земляка-героя В. В. Соболева», особым постановлением выделила 300 рублей на сооружение памятника на его могиле.

## Награды
- Орден Святого Георгия 4-й степени.